# Жиньяк-ла-Нерт
Жиньяк-ла-Нерт или Жиньян-ла-Нер (фр. Gignac-la-Nerthe) — коммуна на юго-востоке Франции в регионе Прованс — Альпы — Лазурный Берег, департамент Буш-дю-Рон, округ Истр, кантон Мариньян.
Площадь коммуны — 8,64 км², население — 9310 человек (2006) с тенденцией к стабилизации: 9070 человек (2012), плотность населения — 1049,8 чел/км².

## История
До 2015 года коммуна административно входила в состав кантона Шатонёф-Кот-Блё.

## Население
Население коммуны в 2011 году составляло 9055 человек, а в 2012 году — 9070 человек.
| 1962 | 1968 | 1975 | 1982 | 1990 | 1999 | 2004 | 2006 | 2009 | 2011 | 2012 |
| ---- | ---- | ---- | ---- | ---- | ---- | ---- | ---- | ---- | ---- | ---- |
| 1963 | 2666 | 3568 | 4361 | 8772 | 9189 | 9140 | 9310 | 9127 | 9055 | 9070 |

Динамика населения:

## Экономика
В 2010 году из 6286 человек трудоспособного возраста (от 15 до 64 лет) 4454 были экономически активными, 1832 — неактивными (показатель активности 70,9 %, в 1999 году — 64,0 %). Из 4454 активных трудоспособных жителей работали 3966 человек (2086 мужчин и 1880 женщин), 488 числились безработными (200 мужчин и 288 женщин). Среди 1832 трудоспособных неактивных граждан 510 были учениками либо студентами, 591 — пенсионерами, а ещё 731 — были неактивны в силу других причин.
На протяжении 2010 года в коммуне числилось 3602 облагаемых налогом домохозяйства, в которых проживало 8916,0 человек. При этом медиана доходов составила 19 тысяч 678 евро на одного налогоплательщика.